# Lygodactylus graniticolus
Lygodactylus graniticolus (гранітний карликовий гекон) — вид геконоподібних ящірок родини геконових (Gekkonidae). Ендемік Південно-Африканської Республіки. Вид названий на честь французького герпетолога Жака Бонса.

## Поширення і екологія
Гранітні карликові гекони мешкають в провінції Лімпопо на північному сході ПАР, між містами Полокване і Мокопане, зокрема в заповідниках Персі-Файф і Вітвінгер та в долині Макапан. Вони живуть в савані бушвельд, в тріщинах серед грантітних валунів і скель, на висоті 1500 м над рівнем моря.